# Chypre au Concours Eurovision de la chanson 2023
Chypre est l'un des trente-sept pays participants du Concours Eurovision de la chanson 2023, qui se déroule à Liverpool au Royaume-Uni. Le pays est représenté par le chanteur Andrew Lambrou et sa chanson Break a Broken Heart, sélectionnés en interne par le diffuseur chypriote RIK. Le pays se classe 12e avec 126 points lors de la finale.

## Sélection
Le diffuseur chypriote RIK confirme sa participation à l'Eurovision 2023 dès le 28 septembre 2021, confirmant dès lors sa coopération avec le label Panik Records. Le 17 octobre 2022, le diffuseur confirme que le pays sera représenté par Andrew Lambrou.
Le titre de sa chanson, Break a Broken Heart, est révélé le 19 février 2023, tandis que la chanson en elle-même sort le 2 mars,.

## À l'Eurovision
À l'Eurovision, Chypre participe à la première moitié de la seconde demi-finale, le jeudi 11 mai 2023. Elle s'y classe 7e avec 94 points, se qualifiant donc pour la finale. Lors de celle-ci, elle termine à la 12e place avec 126 points.